# Supernova (álbum de Duncan Dhu)
Supernova es el sexto álbum de estudio de Duncan Dhu, publicado en 1991. Aunque Diego Vasallo decide probar en solitario con su primer LP Cabaret Pop, el dúo continúa con su trabajo, apostando esta vez por un sonido con ligeros toques soul y uso de sintetizadores. De este modo, Supernova está compuesto por temas ligeros más orientados hacia el baile. De él se extrajeron los sencillos: Mundo de cristal, La casa azul, Rose y Oro blanco.

## Gira
Aparte de numerosos conciertos por España, la gira llegó a países de Europa central, como Suiza, Bélgica y Alemania. También estuvieron presentes en la gala de los premios Music Awards en Londres, y en el New Music Seminar junto a Luz Casal en Nueva York. A esto hay que sumarle la histórica actuación en la Expo 92 de Sevilla, a la que acudieron 210.000 asistentes.

## Lista de canciones
1. Supernova - 4:00
2. Alma negra - 3:52
3. Condenado a mentir - 3:25
4. Rose - 4:30
5. Sombra de ti - 4:34
6. La casa azul - 3:51
7. Mundo de cristal - 3:50
8. Marionetas - 3:30
9. Oro blanco - 4:40
10. Cerca del paraíso - 3:41
11. Radio deseo - 3:24

- Datos: Q6136004